# Hiroki Fujiharu
Hiroki Fujiharu (Osaka, 28 de novembro de 1988) é um futebolista japonês que atua como defensor canhoto no Gamba Osaka.

## Carreira
Fujiharu defensor do Gamba Osaka desde 2011. Também atua na Seleção Japonesa de Futebol.

## Títulos
Gamba Osaka
- J-League 2014: 2014
- J-League 2 2013: 2013
- Copa do Imperador: 2014
- Copa da Liga Japonesa: 2014